# Oscar Coddron
Oscar Coddron (Gent, 9 april 1881 - Deurle, juli 1960) was een Belgische landschaps-, marine- en figuurschilder en graveur.

## Biografie

### Familie en opleiding
Oscar (Oscar Franciscus Paulus) Coddron, geboren in Gent op 9 avril 1881, is de zoon van Ludovicus Coddron, professor, en Augusta Ludovica Varsebroucq. Hij trouwde met Stephania Maria Verlot  op Gent op 7 april 1906 .
Hij studeerde aan de Academie voor Schone Kunsten in Gent, waar hij leerling was van Jean Delvin
In 1907 deed hij mee met het schilderij Les victorieux des temps primitifs aan de Prijs van Rome, die niet werd uitgereikt, maar Oscar Coddron behaalde er wel een tweede prijs.   Deze prijs, vergezeld van een studiebeurs, stelde hem in staat naar Nederland, Frankrijk en Italië te reizen

### Carrière
Vanaf 1918 verhuisde Oscar Coddron naar Sint-Martens-Latem 
waar hij werd beïnvloed door de schilders van de eerste groep van de School van Sint-Martens-Latem, evenals door Emile Claus, de bekendste van de luministische schilders, een vorm van het Belgische impressionisme, maar volgens Paul Haesaerts neemt hij genoegen met gemakkelijke formules  .
Oscar Coddron werd benoemd tot leraar tekenen in 1912 aan de Academie voor Schone Kunsten in Gent. Hij werd er ook aangesteld tot directeur van 1937 tot 1939. Hij was voorzitter van het Ronse Art Center.
Hij stelt zijn werken regelmatig tentoon in België in de Cercle Artistique et Littéraire van Gent (vier keer van 1905 tot 1912) , in Doornik (1924), in Oostende (1948) en in Ronse (1948). In 1943 vond een overzichtstentoonstelling van zijn werken plaats in galerie Parthenon in Gent. 

In februari 1930 exposeerde Oscar Coddron zijn werken in de Gallery of French Artists. Daarover schrijft de criticus van de krant Le Soir:
Par le dramatisme de ses paysages, M. Coddron se rattache à l'École de Laethem-Saint-Martin et à voir les rudes figures de ses Sarcleuses au modelé sombre et puissant, on songe involontairement à Millet. L'Hiver en Flandre, avec ses fonds vert-glauque et le Paysage, où la route aux grands arbres cambrés fuit vers des perspectives émouvantes, sont des œuvres de haute valeur décorative. Un beau dessin, Étude pour la famille, donne la mesure de ce talent noble et vigoureux.

Oscar Coddron stierf in 1960 op 79 jarige leeftijd in Deurle, deelgemeente van Sint-Martens-Latem, waar hij sinds enige tijd met pensioen was. 

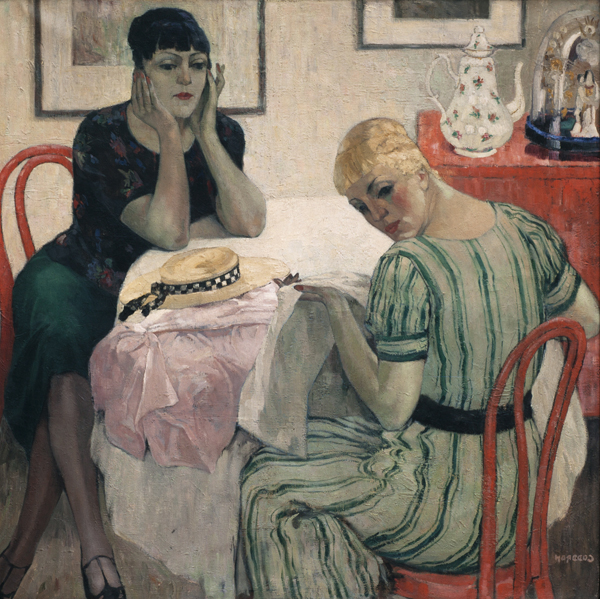
De naaisters in het Museum voor Schone Kunsten in Doornik.

Tussen 1988 en 2023 werden de volgende werken op een veiling verkocht  :
- Hooien (1910) ;
- Vrouw zittend aan de oevers van de Leie (1916) ;
- Vrouw met twee windhonden (1917) ;
- Twee terriërs (1919) ;
- Vissersboot (1926) ;
- Terneuzen ;
- De haven van Oostende ;
- De klaprozen ;
- Het park in de winter ;
- Koeien in een landschap ;
- Herfst ;
- Het zonnige park ;
- Sneeuweffecten op de boom ;
- Tuin onder de sneeuw ;
- Lezen op het balkon ;
- Paard en wagen in een besneeuwd landschap ;
- Paarden in de stal .

- International Standard Name Identifier: 0000 0000 6709 1390
- Library of Congress Control Number: n2009014990
- RKD-Nederlands Instituut voor Kunstgeschiedenis: 115827
- Union List of Artist Names: 500131489
- Virtual International Authority File: 83478601
- WorldCat: E39PBJpJfFHjdXVwHJbDBP7j4q